# Remigio Vicedo Sanfelipe
Remigio Vicedo Sanfelipe (Alcoi, 29 de desembre de 1868 - Benillup, 17 de gener de 1937) va ser un prevere i teòleg valencià, cronista-arxiver municipal de la vila d'Alcoi i corresponent de la Real Academia de la Historia. Entre els anys 1919 i 1924 va publicar la revista de caràcter històric El Archivo de Alcoy, va escriure una inacabada Historia de Alcoy y su región de quasi mil pàgines que arriba sols fins a l'època ibèrica i és l'autor d'una Guía de Alcoy de caràcter enciclopèdic. Es tracta d'un personatge molt poc estudiat a la vista de la importància de les seues investigacions històriques.

## Biografia[1]

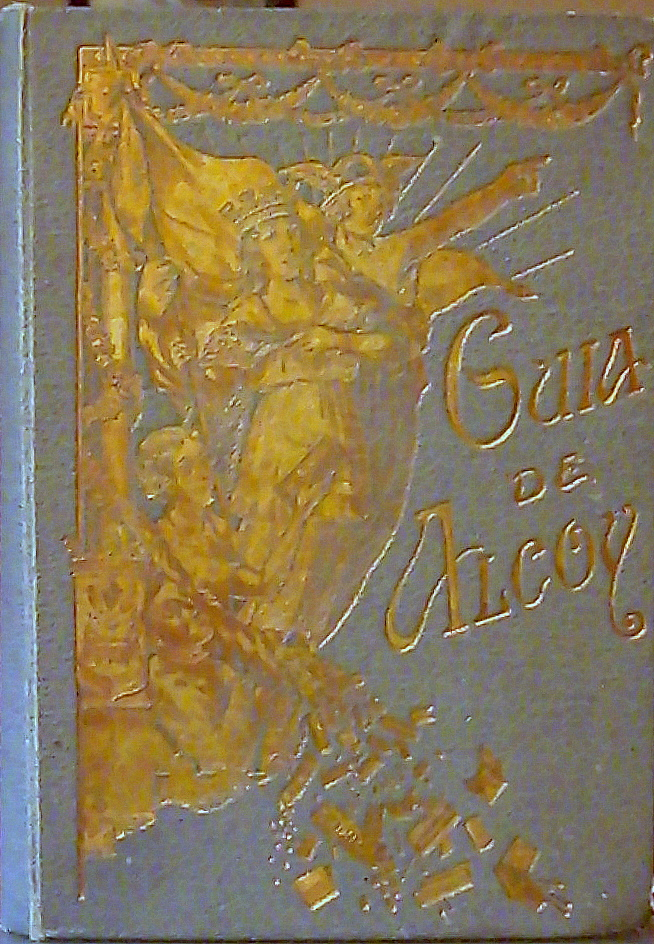
Portada de la Guía de Alcoy publicada l'any 1925 per Remigio Vicedo

Naix a Alcoi sisé de vuit fills d'una família de caràcter humil. Fill d'emigrants d'Agost i Mutxamel, son pare treballava en la indústria paperera. Va estudiar al Col·legi d'ensenyament secundari San Rafael establint molt bones relacions amb el mestre Miguel Parera Cort. Als 16 anys ja llegia els seus poemes en actes públics. Ingressa el 1890 en el Seminari de València, seria uns quatre a cinc anys major respecte als seus companys de curs, cursant Teologia, Antropologia i Llengua Hebrea ordenant-se de prevere el 1896. El seu primer destí va ser el càrrec de Coadjutor a Ibi.
El primer destí a Alcoi (1905) fou la capellania de les Serves de Maria i es va incorporar al clergat de la parròquia de Sant Maure i Sant Francesc a causa del poc sou que rebia. En aquest moment comença una gran activitat buscant restes arqueològiques així com l'estudi dels arxius parroquials i municipal i es farà càrrec de l'arxiu de Sant Maure i Sant Francesc.
Va ser col·laborador d'Antoni Maria Alcover en la tasca de recopilació del vocabulari d'Alcoi i Ibi per al Diccionari català-valencià-balear, des de 1902 fins a 1915.
El càrrec de cronista-arxiver, nomenat el 1919, li permet realitzar una gran labor cultural en l'àmbit de la història i la literatura que afavorirà que adquirisca prestigi social en els cercles culturals de la població. Res més agafar el càrrec publica El Archivo de Alcoy que incloïa els bans i els edictes del mes anterior i un extracte de les sessions més una secció en la que publicava articles propis o d'altres i transcrivia documents de l'arxiu. Més tard ampliaria la publicació per incloure Historia de Alcoy y su región. L'any 1922 a proposta de Julián Ribera y Tarragó, Elías Tormo y Monzó i Vicente Castañeda y Alcover és nomenat Acadèmic corresponent de la Real Academia de la Historia. Amb l'entrada de la dictadura de Primo de Rivera totes dues publicacions van ser clausurades per motius econòmics, No obstant al següent any edita la seua obra més famosa, la Guía de Alcoy de 1925 que més de vuitanta anys després segueix sent un instrument vàlid de consulta.
Durant la segona República, pràcticament desapareix de la vida pública escrivint de tant en tant en La Gaceta de Levante, periòdic conservador, però procurant no entrar a debat en temes polítics. El 12 de novembre de 1936 va ser detingut i va aparèixer assassinat a principis de l'any 1937 de dos trets a la nuca i un al pit a la carretera Planes-Relleu molt prop de Benillup, si bé en un primer moment es desconeixia la identitat del finat.
El seu cos va ser traslladat a Alcoi el 2 de febrer de 1941 sent soterrat a la galeria de Sant Fabià.

## Obres principals
- L'estudi "Dada la crisis agrícola por que atraviesa esta Provincia, qué medidas económicas podrían darse para mejorar la situación".
- Pròleg del llibre Alcoy Artístico e Industrial. Lujoso Album de Fotografías con un resumen histórico de la ciudad, Alcoy, 1916.
- Descripción estadística de la provincia de Alicante per encàrrec del Cos Consular Valencià entre els anys 1916-1919 més o menys.
- El Archivo de Alcoy (1919-1924).
- Historia de Alcoy y su región (vol. I) (1922).
- Historia de Alcoy y su región (vol. II inconclús) (1924).
- Guía de Alcoy (1925).
- Poesia en Valencià: La festa de Barchell.

## Guardons
- Premi del Cercle Industrial d'Alcoi per La festa de Barchell (1901).
- Premi de l'Ajuntament d'Alacant per "Dada la crisis agrícola por que atraviesa esta Provincia, qué medidas económicas podrían darse para mejorar la situación" (1901).
- Menció d'Honor de "Lo Rat Penat" (1909) per aplicar el "Manual de Fonètica" de Bernhard Schädel al parlar d'Alcoi.
- Premiat per "Lo Rat Penat" el 1912 per l'estudi de certs descobriments arqueològics en la comarca.